# Chris Nilsen
Christopher "Chris" Nilsen, född 13 januari 1998, är en amerikansk friidrottare som tävlar i stavhopp.

## Karriär
I mars 2022 vid inomhus-VM i Belgrad tog Nilsen brons i stavhoppstävlingen efter ett hopp på 5,90 meter. I juli 2022 vid VM i Eugene tog han silver i stavhopp efter ett hopp på 5,94 meter.
I augusti 2023 vid VM i Budapest tog Nilsen brons efter ett hopp på 5,95 meter.

## Tävlingar

### Nationella
| - Amerikanska friidrottsmästerskapen / OS-uttagningarna (utomhus): - 2017: Brons – Stavhopp (5,75 meter, Sacramento) - 2018: Silver – Stavhopp (5,80 meter, Des Moines) - 2021: Guld – Stavhopp (5,90 meter, Eugene) - 2022: Guld – Stavhopp (5,70 meter, Eugene) - 2023: Guld – Stavhopp (5,91 meter, Eugene) | - Amerikanska friidrottsmästerskapen (inomhus): - 2022: Guld – Stavhopp (5,91 meter, Spokane) - 2024: Guld – Stavhopp (6,00 meter, Albuquerque) |

## Personliga rekord
| Utomhus - Stavhopp – 6,00 m (Sioux Falls, 6 maj 2022) | Inomhus - Stavhopp – 6,05 m (Rouen, 5 mars 2022) 0AR0 |